# Formigine
Formigine é uma comuna italiana da região da Emília-Romanha, província de Modena, com cerca de 30.655 habitantes. Estende-se por uma área de 46 km², tendo uma densidade populacional de 666 hab/km². Faz fronteira com Casalgrande (RE), Castelnuovo Rangone, Castelvetro di Modena, Fiorano Modenese, Maranello, Modena, Sassuolo.
Os habitantes são sabidos como o formiginesi, ou também o pinellesi. Os marcos notáveis incluem um castelo medieval (Século XIII), o Parque Villa Gandini, também conhecido como a Villa da Resistência ou Aggazzotti (agora posição da biblioteca pública), a casa do eremita Enrico Pinelli (agora museu) e a Igreja de San Bartolomeo.

## Demografia
| Variação demográfica do município entre 1861 e 2011                               |
|                                                                                   |
| Fonte: Istituto Nazionale di Statistica (ISTAT) - Elaboração gráfica da Wikipedia |